# Route nationale 45 (Madagaskar)
Die Route nationale 45 (RN 45) ist eine 23 km lange Nationalstraße in der Provinz Haute Matsiatra im Osten von Madagaskar. Sie zweigt etwa 25 km nördlich von Fianarantsoa in Alakamisy Ambohimaha von der RN 7 ab und führt in nordöstlicher Richtung über Ambatovaky nach Vohiparara an die RN 25. Die RN 45 durchquert den Ranomafana-Nationalpark, an den sich östlich die Stadt  Ranomafana (Vatovavy-Fitovinany) anschließt.

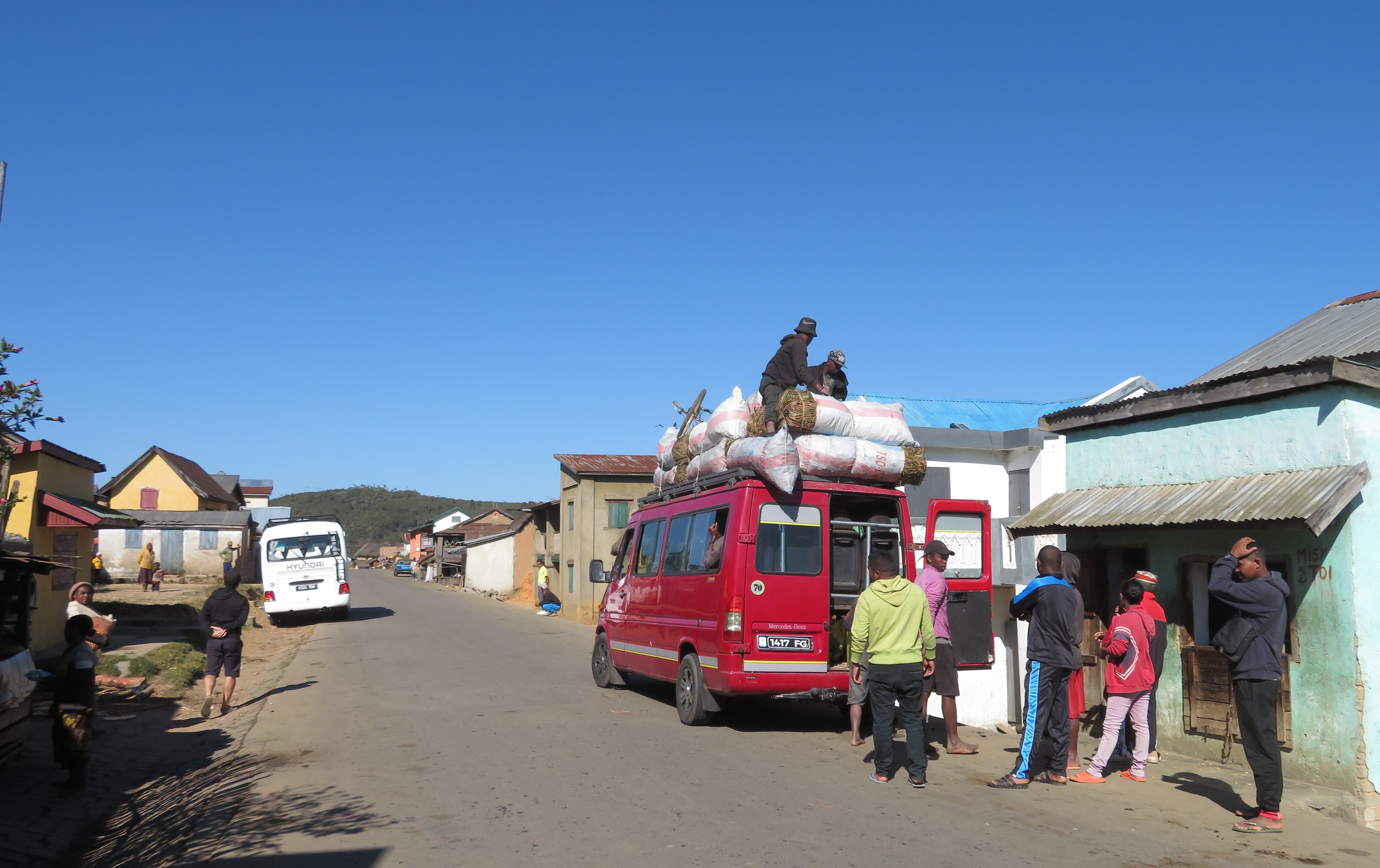
Route nationale 45 in Ambatovaky

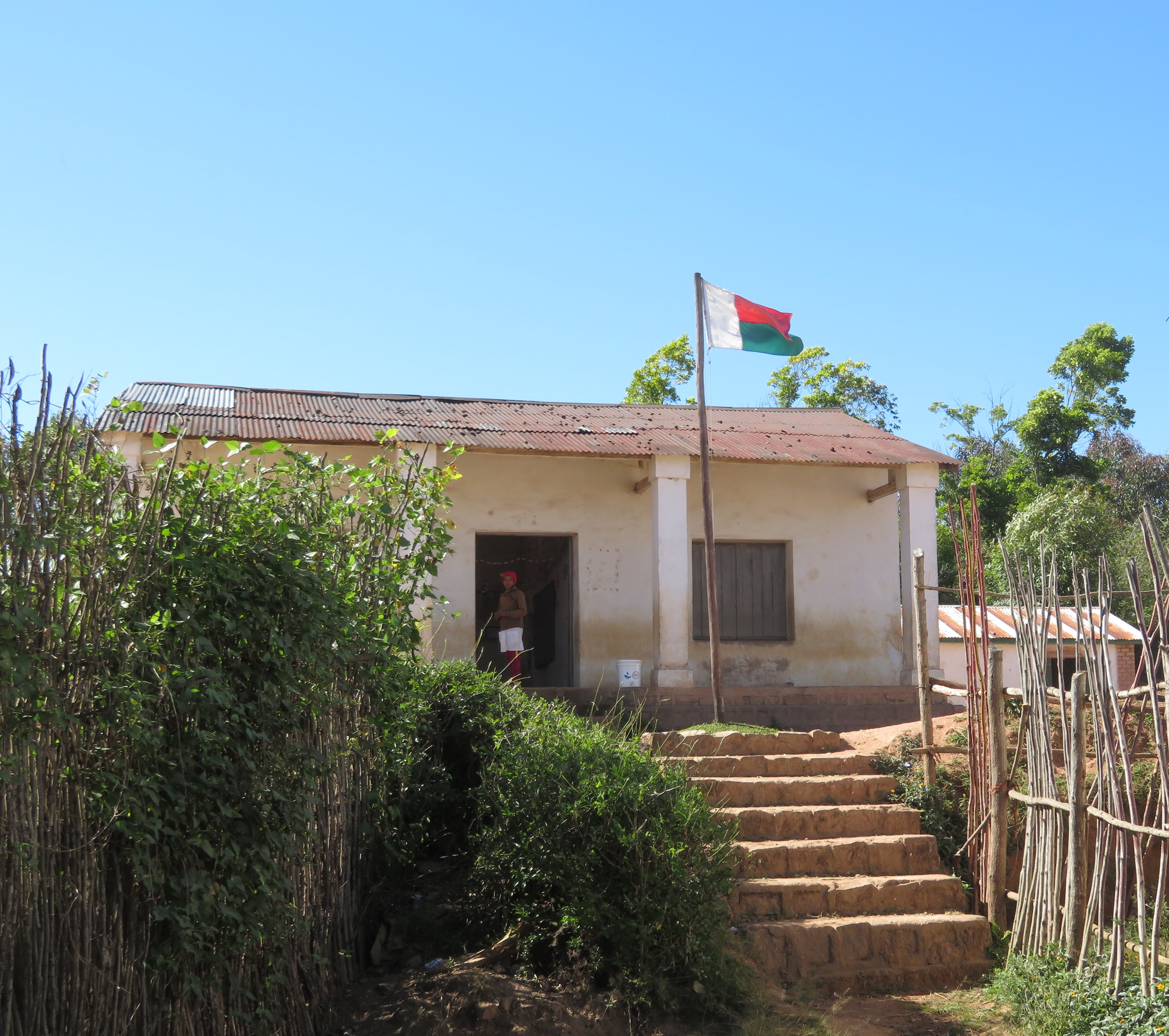
Schule in Ambatovaky

Der größte Ort an der Route nationale 45 ist das Dorf Ambatovaky, das für seine Schmiede bekannt ist. Hier werden landwirtschaftliche Geräte und andere Eisenwaren auf traditionelle Weise hergestellt. Unweit der Schmiede befindet sich die Schule.